# 乌加河镇
乌加河镇，是中华人民共和国内蒙古自治区巴彦淖尔市乌拉特中旗下辖的一个乡镇级行政单位。

## 行政区划
乌加河镇下辖以下地区：
第一社区、第二社区、双荣村、石兰计村、宏丰村、红光胜利村、联丰奋斗村、宏伟村和兴永胜村。